# Meriones chengi
Meriones chengi és una espècie de mamífer rosegador de la família dels múrids. És endèmic de Xinjiang (Xina), on viu a altituds superiors a 1.000 msnm. Els seus hàbitats naturals són els herbassars semidesèrtics o xèrics i les zones muntanyoses. És una espècie en risc mínim, és a dir, no sembla que hi hagi cap amenaça significativa per a la seva supervivència. L'espècie fou anomenada en honor del zoòleg xinès Tso-hsin Cheng.